# محوطه کهنه سر میلاش
محوطه کهنه سر میلاش مربوط به دوران‌های تاریخی پس از اسلام است و در شهرستان رودسر، بخش رحیم آباد، روستای میلاش واقع شده و این اثر در تاریخ ۲ بهمن ۱۳۸۲ با شمارهٔ ثبت ۱۰۷۶۱ به‌عنوان یکی از آثار ملی ایران به ثبت رسیده‌است.